# Platynereis bengalensis
Platynereis bengalensis är en ringmaskart som först beskrevs av Willey 1905.  Platynereis bengalensis ingår i släktet Platynereis och familjen Nereididae. Inga underarter finns listade i Catalogue of Life.